# Daniël Coens
Daniël Coens, né le 3 août 1938 à Beernem et mort le 15 février 1992 à Roulers, est un homme politique belge social-chrétien, membre du Christelijke Volkspartij (CVP). Il est secrétaire d'État, puis ministre dans plusieurs gouvernements tant au niveau national que communautaire entre 1979 et 1992.

## Biographie
Diplômé de sciences politiques et sociales, puis professeur à la Katholieke Universiteit Leuven, il se lance dans la politique en 1970. Élu conseiller communal, il devient bourgmestre de Sijsele en 1971. La même année, il est élu député à la Chambre des représentants. En 1979, il rentre pour la première fois dans un gouvernement, en tant que secrétaire d'État aux Affaires flamandes du Gouvernement Martens I. Il devient secrétaire d'État à la Région flamande, la même année, dans le Gouvernement Martens II. Après quelques mois, en dehors du gouvernement, il est nommé ministre de la Coopération au Développement au sein du Gouvernement Martens IV, en 1980, poste qu'il conservera dans le Gouvernement Mark Eyskens, jusqu'en 1981. Le 17 décembre 1981, il devient ministre de l'Éducation nationale au sein des gouvernements Martens V et VI. À partir du Gouvernement Martens VII, la compétence est scindée linguistiquement. Daniël Coens reste ministre de l'Éducation nationale mais uniquement pour l'enseignement néerlandophone, alors qu'Antoine Duquesne est son homologue francophone. En octobre 1988, il quitte le gouvernement national pour l'exécutif flamand où il devient ministre de l'Éducation au sein de l'Exécutif Geens IV, qui sera sa dernière fonction ministérielle, jusqu'en janvier 1992. Il meurt d'une longue maladie, le 15 février 1992, à l'âge de 53 ans,. 

## Vie privée
Il est le père de trois enfants, dont Joachim Coens, également homme politique, notamment député flamand et président du CD&V depuis 2019.